# V (歌手)
V（ヴィ、朝: 뷔、1995年12月30日 - ）は、韓国の歌手、俳優。韓国の7人組男性アイドルグループBTSのメンバーである。本名はキム・テヒョン（朝: 김태형、漢: 金泰亨）。愛称はテテ（朝: 태태）。本貫は光山金氏、歌手のポール・キムとは本名が同じである。

## 来歴

### 生い立ち
1995年12月30日、大韓民国大邱広域市西区で生まれる。幼少期から14年間は祖父母に育てられた。父からの「何か一つ楽器をした方が良い」というアドバイスから中学時代にサックスを始め、四年ほど習っていた。大会で金賞を受賞するほどの腕前で、デビュー前の夢はサックス奏者だった。
大邱広域市で開催されたBig Hit Entertainment（現 BIGHIT MUSIC）の公開オーディションを友人の付き添いで見学に行ったところ、帰り際に審査員から「オーディションを受けに来なさい」と言われた。後日行われた非公開オーディションを受け、唯一の合格者となった。その後、Big Hit Entertainment(後の HYBE )に非公開練習生として入所した。
2013年6月13日、防弾少年団（BTS）の7人目のメンバーとしてBig Hit Entertainmentの公式ホームページに写真が掲載され、デビューを果たした。BTSの秘密兵器としてその存在を隠されていたため、最後に公開されたメンバーとなった。
2014年にBTSメンバーであるJIMINと共に韓国芸術高等学校を卒業後、グローバルサイバー大学に入学した。
2023年1月、アメリカの雑誌J-14 Magazineでアジア人唯一のZ世代が選ぶGLOBAL IT BOYSの一人に選出。
2023年11月22日、BTSの所属事務所「BIGHIT MUSIC」は、V、RM、JIMIN、JUNG KOOKが兵役義務履行のための手続きを開始したと発表。同年12月11日、RMとともに、忠清南道論山陸軍訓練所に入所し、2024年1月16日に新兵教育修了式を終えた。修了式後、軍の部隊に配属される。
2025年6月10日、VはRMとともに兵役を終え、除隊した。

### BTSとして
2015年4月29日に発売されたBTSの韓国での4thミニアルバム『花様年華 pt.1』に収録された「Hold Me Tight」を共同でプロデュースしたことにより、作詞・作曲デビューを果たした。また、メンバーのSUGAと「Fun Boyz」を共同制作し、作詞に携わった。
2016年10月10日に発売された韓国での2ndスタジオアルバム『WINGS』に収録された初のソロ曲「Stigma」の作詞・作曲に携わった。
2018年5月7日、2曲目となるソロ曲「Singularity」は、BTSの3rdフルアルバム『LOVE YOURSELF 轉 'Tear'』のトレーラーとしてリリースされ、10月25日にBBCラジオで放送された。リリースから1ヶ月後、ガーディアンが発表した「2018年6月のトップ50曲」プレイリストに本楽曲が追加され、ビルボードの「BTSソングトップ50」にて28位を記録した。ニューヨーク・タイムズでは、同アルバムに収録されているリード曲「Fake Love」と共に「2018年のベストソング65」で20位を記録、ロサンゼルス・タイムズのポップミュージック評論家であるMikael Woodは「2018年で最もリプレイしたくなる曲」の4番目に挙げ、Guardian Musicの評論家であるLaura Snapesは「2018年ベストミュージック: アルバムトラック」に同曲を追加した。翌年には第14回Soompi Awardsで最優秀振付賞を受賞した。
2020年2月21日に発売された4thスタジオアルバム『MAP OF THE SOUL: 7』では、自身のソロ曲である「Inner Child」の作詞・作曲に携わった。

### ソロ活動
2016年、KBS第2テレビジョンで放送された時代劇『花郎』にハンソン役で出演し、俳優デビューを果たした。
2017年6月8日、BTSの結成4周年を祝い、RMと「4 O'Clock」を共同制作した。
2018年、『花郎』で第13回Soompi Awardsの最優秀アイドル俳優を受賞。また、JINと共にドラマの挿入歌である「死んでも君だよ（英題: It's Definitely You）」を担当。同曲は、ガオンチャートのデジタルダウンロード部門で週間18位を記録し、ビルボード・ワールド・デジタルシングルソングセールス・チャートで8位を獲得、第9回Melon Music Awardsでは最優秀OST賞にノミネートされた。
2019年1月30日、事前告知なく自作曲「Scenery」をSoundCloud上で公開。この曲は作詞・作曲を自身で行い、プロデューサー兼キーボーディスト・DOCSKIMがアレンジなどに参加している。リリース後15日で1億ストリーミングを突破し、1日あたりのストリーミング記録を9回更新した。
2019年8月9日、2曲目となる自作曲「Winter Bear」をSoundCloudからリリースし、BTSのYouTubeチャンネルBANGTANGTVではミュージックビデオを公開。また、「Vante」名義でフォトグラファーとしてジャケット写真を担当した。2020年1月26日には1億ストリーミングを突破し、2作目となる1億ストリーミング超え作品となった。韓国のソロアーティストとして、2作品で1億ストリーミングを達成するのは初となった。
2020年3月13日、JTBCで放送されたドラマ『梨泰院クラス』の挿入歌「Sweet Night」を作詞・作曲し、リリースした。韓国の主要音楽チャートでは1位を独占し、iTunesトップソングチャートでも1位を獲得。アメリカのビルボード・デジタル・ソング・チャートDigital Song Sales部門でも、2位を獲得した。また、第7回APAN Star Awardsでは、アイドルチャンプドラマOST人気賞を受賞した。
2021年12月6日、メンバーと同時にthvというユーザーネームで個人のInstagramアカウントを開設。4時間52分でフォロワー数1,000万人を突破し、ギネス世界記録を作った。
2022年6月2日、映画『ベイビー•ブローカー』のVIP試写会に参加した。
2022年6月27日、パリで行われたセリーヌのファッションショーにBLACKPINKのリサ、韓国の俳優パク･ポゴムと共に出席した。
2022年7月22日、リアリティー番組『IN THE SOOP フレンドケーション』がDisney+にて独占配信された。
2022年9月27・28日、MBC標準FM『キム･イナの星が輝く夜に』スペシャルDJとして韓国の歌手パク･ヒョシンと共に出演した。28日には以前から交流がある韓国の俳優カン･ドンウォンもゲスト出演した。
2022年10月、ファッション雑誌『Vogue Korea』で表紙（全6種）を務めた。雑誌は予約開始初日に100万冊を突破し、史上最高の売上指数を記録した。
2023年3月1日、 インドネシアの金融グループSinarmas Sekuritasの投資プラットフォーム「SimInvest」の広報大使に選定された。同年の6月11日にはプロモーションの一環として韓国でファンミーティングが開催され、 翌年3月1日には同じアンバサダーのジャッキー・チェンとの広報映像も公開された。
2023年3月30日、セリーヌのハウスグローバルアンバサダー"セリーヌボーイ"として韓国初セリーヌポップアップストアにて初の公式活動を行なった。
2023年4月、ファッション雑誌ELLE Koreaで表紙（全3種）を務めた。主要販売サイトで軒並みベストセラー1位に輝いた。
2023年4月24日、パク・ソジュン主演映画『ドリーム』のVIP試写会にBTSメンバーJUNG KOOKと共に参加した。
2023年7月19日、カルティエのグローバルアンバサダーに就任した。
2023年8月8日、パク・ソジュンら主演映画『コンクリート・ユートピア』のVIP試写会に参加した。
2023年8月21日、2023年のソウル名誉観光大使としてVisit Seoulの公式インスタグラムにビジュアルが投稿された。
2023年9月、ファッション雑誌3社Arena Homme+ Korea、W Korea、 Pop magazine の表紙（各全3種）を務めた。
2023年9月8日、初のソロアルバム『Layover』をリリース。  アルバムタイトルは途中でしばらく休みながら過ぎた道を振り返り、最終目的地を振り返る時間という意味を含んでおり、タイトル曲「Slow Dancing」や先行公開曲「Love Me Again」を含む5曲と、ボーナストラックを合わせた計6曲で構成され、全5曲のミュージックビデオも制作された。発売初週に210万枚以上を売り上げ、K-POPのソロアーティストとして新記録を打ち立てた。Billboard 200では2位で登場。Slow Dancing は 1970年代のソウルをベースにしたポップなR&Bでジャズ要素も加味された独特な雰囲気が印象的な曲となっており、 Spotifyでは、リリース初日に474万3367ストリーミングされ、Billboard Hot 100で51位で初登場。 UKオフィシャルチャートのシングルダウンロードやシングルセールスでは1位でランクインし、11週連続でチャートインした。
2023年10月14日、『Layover』リリース記念オフラインファンミーティング「VICNIC」が韓国の慶熙大学校平和野外劇場で開催された。BTSメンバーのJIMINがサプライズゲストとして登場した。
2023年12月20日、韓国のコーヒーチェーン店 COMPOSE COFFEE のモデルに抜擢された。
2023年12月30日、シンガーソングライターUMIとのコラボ曲「wherever u r」を全世界同時公開。曲は全世界100カ国以上の iTunesストアで1位を記録した。
2024年1月24日、韓国の歌手・女優 IU の先行公開曲「Love wins all」のミュージックビデオに出演した。撮影は入隊1週間前に行われ、ミュージックビデオは公開からわずか1日で再生回数が1500万回を超え、人気急上昇動画1位になった。
2024年2月、ファッション雑誌 Harper's BAZAAR Koreaの表紙（全3種）を務めた。
2024年3月15日、デジタルシングル「FRI(END)S」をリリース。リリース後24時間以内に世界87カ国·地域でiTunesソングチャートのトップを記録した。
2024年7月9日、フォトブック『V 'TYPE 1'』を発売。リラックスした自然体な姿を公開した。
2024年11月29日、韓国の歌手パク・ヒョシンとのデュエット曲「Winter Ahead（with PARK HYO SHIN）」をリリース。
2024年12月6日、歌手ビング・クロスビーとのデュエット曲「White Christmas (with V of BTS)」がリリース。曲中のクロスビーの声は1950年代に録音されたレコードから抽出したもので、これにVのボーカルと新たな伴奏を加えている。
2025年2月3日、フォトブック『Rêvé』を発売。タイトルはフランス語で「夢」を意味する。ロマンチックな雰囲気が漂うパリでの、自由で特別な瞬間が詰め込まれている。
2025年7月31日、Coca-Cola KoreaのCoca-Cola Zeroアンバサダーに就任した。

## 人物
身長179cm、体重66kg、血液型はAB型、生年月日は1995年12月30日、足のサイズは27cm。家族構成は両親、妹、弟。愛犬でポメラニアンのヨンタン（朝: 연탄）を飼っていた。
名前に使われている「亨」は『難しい事にぶちあたっても全て上手くいくように』という意味を込めて、作名師をしている祖父が名付けた。学生時代からのあだ名である「テテ」という愛称で親しまれている。「Vante」名義でフォトグラファーとしても活動している。
BTSでは、ビジュアル、リードボーカル、リードダンサーを務めている。4オクターブの音域を持ち、中低音のバリトンから高音までを使う高度な技術は海外からも評価されている。また、サックスの演奏が得意で、かつてはサックス奏者を夢見ていた。ピアノを弾くこともできる。
2016年に開催されたBTSのファンミーティングにて、ペンライトで紫色に染まった客席を見て、後にBTSとファンであるARMYの合言葉となる造語「ボラへ（朝: 보라해、英: borahae）」を生み出した。日本語では「ムラサキするよ」、英語では「I Purple You」と訳されるボラへには、『虹の最後の色である紫のように、相手を信じてお互いに末永く愛し合おう』という想いが込められている。
切れ長でセクシーな三白眼、鼻筋の通った高い鼻、笑うとハートになる口が特徴で、「彫刻も逃げ出す美貌」と例えられるほどの端整な顔立ち。 そのバーチャルのような完璧な美しさから「CGV」と称されている。
一見クールに見えるが人懐っこい性格で、突拍子なく飛び出す不思議な言動から、「四次元」や「五歳児」とも呼ばれている。
これまで幾つもの”ハンサム”のタイトルを得てきたVの容姿、ステージ上でカリスマあふれる姿とは異なる撮影中に四葉のクローバーを探したり、飛んでいる鳥に話しかけるなど動物と自然を愛し、温厚なVの性格、2013年に弱小事務所からデビューし沢山の汗や涙を流して、今や世界中で愛されているアーティストになったVの人生、このようなVのことをファンは「顔は名画、性格は童話、人生は映画」だと表した。
交友関係が広いことで有名で、ドラマ『花郎』で共演した俳優のパク・ソジュンとパク・ヒョンシク、同じく俳優のチェ・ウシク、ラッパーのPeakboyとは、仲良し5人組「ウガウガ会」を結成している。
ファンからステージで見せるカリスマ溢れる洗練された姿が"虎"に、ステージを降り、素の状態でのふわふわ穏やかな姿が"熊"に似ていると言われ、Vを絵文字で表す際はどちらかが使われている。
左足太腿にBTSの友情タトゥー7が刻まれている。
日本のアニメが好きで、BTSの中でも特に「日本好き」をアピールしている。シンガーソングライターの星野源のファンであることを公言しており、星野が主演を務めたドラマ『逃げるは恥だが役に立つ』も全話見たと語る。
アパレル関係の仕事をしていた父親の影響もあり、ファッションに凝っている。イタリアの高級ファッションブランドであるGUCCIを愛用していた時期には“グッチボーイ”とも呼ばれていた。

## 作品

### アルバムクレジット曲
| 発売日         | タイトル                      | 収録アルバム           |
| -------------- | ----------------------------- | ---------------------- |
| 2013年6月12日  | Outro: Circle Room Cypher     | 2 COOL 4 SKOOL         |
| 2015年4月29日  | 強く抱きしめて(Hold Me Tight) | 花様年華 pt.1          |
| 2015年4月29日  | 防弾少年団                    | 花様年華 pt.1          |
| 2015年11月30日 | Boyz With Fun                 | 花様年華 pt.2          |
| 2015年11月30日 | Run                           | 花様年華 pt.2          |
| 2016年5月2日   | Run (Ballad Mix)              | 花様年華 Young Forever |
| 2016年5月2日   | Run (Alternative Mix)         | 花様年華 Young Forever |
| 2016年9月7日   | INTRODUCTION: YOUTH           | YOUTH                  |
| 2016年10月10日 | Stigma                        | WINGS                  |
| 2020年2月21日  | Inner Child                   | MAP OF THE SOUL: 7     |
| 2020年2月21日  | Friends                       | MAP OF THE SOUL: 7     |

### ソロ曲
| No. | 発売日         | タイトル    | 収録アルバム            |
| --- | -------------- | ----------- | ----------------------- |
| 1   | 2016年10月10日 | Stigma      | WINGS                   |
| 2   | 2018年5月18日  | Singularity | LOVE YOURSELF 轉 'Tear' |
| 3   | 2020年2月21日  | Inner Child | MAP OF THE SOUL: 7      |

### デジタルシングル
| No. | 発売日         | タイトル      | 備考                                                                                                   |
| --- | -------------- | ------------- | --- |
| 1   | 2014年3月1日   | 95 Graduation | - 高校の卒業式に出席することができなかったJIMINとVがクラスメイトに宛てた曲                             |
| 2   | 2017年6月8日   | 4 O'Clock     | - BTS結成4周年を記念して、RMと共同制作した曲                                                           |
| 3   | 2019年1月30日  | Scenery       | - 作詞・作曲を自身で行った - プロデューサー兼キーボーディストのDOCSKIMがアレンジなどに参加している     |
| 4   | 2019年8月10日  | Winter Bear   | - 歌詞全体が英語で書かれ、ミュージックビデオも公開された - 「Vante」名義でジャケット写真も担当している |
| 5   | 2020年12月25日 | Snow FIower   | - ウガウガ会のメンバーであるラッパーのPeakboyがフィーチャリングしている                                |
| 6   | 2024年3月15日  | FRI(END)S     | - 甘い歌詞の告白ソング、ミュージックビデオも公開された                                                 |

### OST
| No. | 発売日         | タイトル                                     | 収録アルバム         | 備考                                                                           |
| --- | -------------- | -------------------------------------------- | -------------------- | ------------------------------------------------------------------------------ |
| 1   | 2017年12月20日 | 死んでも君だよ （英題: It's Definitely You） | 花郎 OST             | - JINと共同制作した曲                                                          |
| 2   | 2019年6月14日  | A Brand New Day                              | BTS WORLD            | - J-HOPEと共に歌った曲 - ザラ・ラーソンが参加し、MURA MASAがプロデュースした。 |
| 3   | 2020年3月13日  | Sweet Night                                  | 梨泰院クラス OST     |                                                                                |
| 4   | 2021年12月24日 | Christmas Tree                               | その年、私たちは OST |                                                                                |

### ソロアルバム
| No. | 発売日       | タイトル | 収録曲                                                                                        |
| --- | ------------ | -------- | --------------------------------------------------------------------------------------------- |
| 1   | 2023年9月8日 | Layover  | 1. Rainy Days 2. Blue 3. Love Me Again 4. Slow Dancing 5. For Us 6. Slow Dancing (Piano Ver.) |

### ミュージックビデオ
| No. | 公開日         | 楽曲                        | 投稿元      |
| --- | -------------- | --------------------------- | ----------- |
| 1   | 2023年8月10日  | Love Me Again               | HYBE LABELS |
| 2   | 2023年8月11日  | Rainy Days                  | HYBE LABELS |
| 3   | 2023年9月8日   | Slow Dancing                | HYBE LABELS |
| 4   | 2023年9月13日  | Blue                        | HYBE LABELS |
| 5   | 2023年9月16日  | For Us                      | HYBE LABELS |
| 6   | 2023年12月30日 | wherever u r (ft. V of BTS) | UMI         |
| 7   | 2024年1月24日  | Love wins all               | IU          |
| 8   | 2024年3月15日  | FRI(END)S                   | HYBE LABELS |

## 出演

### テレビドラマ
- （ファラン）花郎 (2016年12月19日 - 2017年2月21日、KBS）  - ハンソン 役[19]

### テレビ番組
| 年度                                            | 放送局                            | 番組名                  | 役割   | 備考                                                                                  | 参考          |
| ----------------------------------------------- | --------------------------------- | ----------------------- | ------ | ------------------------------------------------------------------------------------- | ------------- |
| 2014                                            | MBC                               | ショー 音楽中心         | MC     | - 一日限定スペシャルMC - キム・ソヒョン、ジコと共演                                   | [ 88 ] [ 89 ] |
| 2015                                            | KBS 2TV                           | ミュージックバンク      | MC     | - 一日限定スペシャルMC - スホ (EXO)、ヒムチャン (B.A.P)と共演                         | [ 90 ]        |
| 2016                                            | MBig TV                           | イケメンブロマンス      | ホスト | - キム・ミンジェと共演                                                                | [ 91 ]        |
| 2016                                            | SBS                               | 人気歌謡                | MC     | - 一日限定スペシャルMC - J-HOPE (BTS)、フィイン (MAMAMOO)、ムンビョル (MAMAMOO)と共演 | [ 92 ] [ 93 ] |
| 2017                                            | SBS                               | 人気歌謡                | MC     | - 一日限定スペシャルMC - ジニョン (GOT7)、ジス (BLACKPINK)と共演                      | [ 94 ]        |
| 2020                                            | tvN                               | 夏休み                  | ゲスト | - サプライズ出演（ビデオ通話）                                                        | [ 95 ]        |
| 2021                                            | tvN                               | ユ・クイズ ON THE BLOCK | ゲスト | - エピソード99（BTS特集）                                                             | [ 96 ]        |
| 2023 - 2月24日（韓国）8:50PM～ - 5月5日（日本） | Prime Video（日本）、 TvN（韓国） | ソジンの家              |        | （3月17日放送）ep.4                                                                   |               |

### DVD
- 花郎（2019年12月18日、ポニーキャニオン） - ハンソン 役[97]

### アンバサダー
- カルティエ グローバルアンバサダー（2023年）[43]

## 受賞歴
2017年
- 第9回 Melon Music Awards 最優秀オリジナルサウンドトラック賞 ノミネート 『死んでも君だよ（英題: It's Definitely You）』[98]

2018年
- 第13回 Soompi Awards（英語版） 最優秀アイドル俳優 ドラマ『花郎』[99]

2019年
- 第14回 Soompi Awards 最優秀振付賞 『Singularity』[100]

2020年
- 第7回 APAN Star Awards アイドルチャンプドラマOST人気賞 『Sweet Night』[101]